# هانس إيلرز
هانس إيلرز (بالألمانية: Hans Ehlers)‏ هو طيار جوي ‏ ألماني، ولد في 15 يوليو 1914 في ألمانيا، وتوفي في 27 ديسمبر 1944 في ماين في ألمانيا بسبب قتل في المعركة.